# Veliki Magellanov oblak
Veliki Magellanov oblak je galaktika u zviježđima Zlatnoj ribi, Stolu i Tukan, na južnom nebu. Satelitska je galaktika naše galaktike Mliječni Put. Klasificiran je kao Magellanska spiralna galaksija. Radijalne je brzine 278 ± 3 km/s. Mase je 1010. Veličine je oko 14.000 svj.g. (oko 4,3 kiloparseka) u promjeru.

## Lokacija
Treća je po blizini galaktika Mliječnom Putu, poslije patuljaste eliptične patuljaste eliptične galaktike u Strijelcu (~ 16 kpc) i patuljaste galaktike u Velikom Psu ili prekogustoće ("overdensity") (~ 12.9 kpc, premda se njen status galaktike osporava) nalazi bliže galaktičkom središtu. Veliki Magellanov oblak je mase od približno 1010 Sunčevih masa što je jedna stotina mase Mliječnog Puta. Četvrta je po veličini galaktika u Mjesnoj skupini, poslije Andromede (M31), Mliječnoga Puta i galaktike Trokuta (M33).

## Fizičke karakteristike
U središtu mu je prominentna prečka, što sugerira da bi mogla biti prečkasta patuljasta spiralna galaktika prije nego što su poremećeni njeni spiralni kraci, vjerojatno gravitacijom Mliječnog Puta. Današnji nepravilni oblik Velikog Magellanova oblika je vjerojatno rezultat plimnih međudjelovanja i s Kumovom slamom i s Malim Magellanovim oblakom (SMC).
I Veliki i Mali Magellanov oblak obiluju svim vrstama zvijezda i međuzvjezdana tvoriva. Oba oblaka imaju ovojnicu od rijetkog i hladnog vodika. Njihova se ovojnica izdužuje u uzak Magellanov potok prema Kumovoj slami, vjerojatno pod djelovanjem privlačne sile. Oba oblaka su poslužila u znanosti kao ispitno polje za upoznati galaktičke i izvangalaktičke objekte.
Veliki Magellanov Oblak sadrži najveću poznatu H II regiju, maglicu 30 Doradus, poznata i kao Tarantula Nebula. Riječ je o najaktivnijoj H II regiji u Mjesnoj skupini.
Supernova SN 1987A eksplodirala je u Velikom Magellanovom oblaku.

## Sudar s Mliječnim putem
Veliki Magellanov oblak katastrofalno će se sudariti s Mliječnim putem unutar sljedećih tri milijarde godina. Posljedice ovog sraza bit će u najblažu ruku veličanstvene, a u najgorem slučaju strašne. Oko naše galaksije kruže manje, satelitske galaksije i taj njihov ples može neometano trajati milijarde godina. Ponekad, one mogu skrenuti prema Miječnoj stazi, sudariti se njom i nestati u većoj galaksiji. Veliki Magellanov oblak prilično je nova pojava u orbiti Mliječnog puta. U orbitu Mliječnog Puta je ušao prije otprilike 1,5 milijardi godina. Sada je to najsvjetlija satelitska galaksija koju imamo, udaljena 163.000 svjetlosnih godina od Mliječnog puta. 
Znanstvenici su sve do nedavna mislili kako će tiho orbitirati, ili će se odbiti od gravitacije Mliječnog puta i potom nastaviti svoj put kroz svemir. No sad nova mjerenja pokazuju da je ova mala satelitska galaksija svo vrijeme skrivala veliku tajnu i da ima mnogo veću masu nego što se mislilo. To znači da Veliki Magelanov oblak gubi energiju, što će je potaknuti da se sudari s Mliječnim putem. To ne bi trebalo utjjecati na naš Sunčev sustav, postoji mala vjerojatnost da nas dohvate posljedice sudara dviju galaksija, izbace nas iz iz Mliječnog puta i pošalju u međuzvjezdani prostor. Nadolazeći sudar našeg Mliječnog puta s Magellanovim oblakom je već započeo. Dugačak trag plina proteže se iz Magellanovih oblaka, a koji nazivamo Magellanov potok. Taj trag plina proteže se kroz galaktički južni pol Mliječne staze. Magellanovi oblaci trebali bi se u pravom smislu te riječi sudariti s našom galaksijom za nekoliko milijardi godina, ali prema podacima koje su 8. siječnja 2020. astronomi predstavili na skupu Američkog astronomskog društva (AAS) u Honoluluu, čini se da su se već sada pojavili prvi znakovi kolizije. Naime, prilikom spajanja galaksija obično se stvaraju nove zvijezde, a astronomi su nedavno na periferiji naše galaksije, u blizini Magellanovog potoka, uočili mladi zvjezdani skup. Na tom predjelu se inače nalaze najstarije zvijezde naše galaksije, a stručnjaci su otkrili kako su zvijezde ovoga skupa sastavljene od materijala iz Magellanovog oblaka.
Prema istraživanju koje je u siječnju 2019. objavljeno u znanstvenom časopisu Monthly Notices of the Royal Astronomical Society, Veliki Magellanov oblak zasigurno će se sudariti s našom galaksijom, i to mnogo prije nego što se ranije mislilo. Do tog otkrića znanstvenici su došli nakon što su izradili kompjuterske simulacije kretanja LMC-a. Umjesto da na sigurnoj udaljenosti kruži oko naše Mliječne staze, kao što to čine druge slične galaksije, Veliki Magellanov oblak će se nakon nekog vremena sudariti s njom. Znanstvenici procjenjuju da je LMC trenutno od nas udaljen oko 163.000 svjetlosnih godina i da se udaljava brzinom od 400 kilometara u sekundi. No simulacije astrofizičara sa Sveučilišta Durham pokazuju da će Veliki Magellanov oblak u jednom trenutku usporiti, okrenuti se prema nama i sudariti se s našom galaksijom. Sudar bi se trebao dogoditi za oko 2,5 milijardi godina.